# NGC 2985
NGC 2985 (również PGC 28316 lub UGC 5253) – galaktyka spiralna (Sb), znajdująca się w gwiazdozbiorze Wielkiej Niedźwiedzicy. Odkrył ją William Herschel 3 kwietnia 1785 roku. Jest położona w odległości około 70 milionów lat świetlnych od Ziemi. Należy do galaktyk Seyferta.